# Аргунское
Аргу́нское — село в районе имени Лазо Хабаровского края. Входит в состав Черняевского сельского поселения.

## География
Село Аргунское стоит на правом берегу реки Уссури, на российско-китайской границе. Село находится в пограничной зоне, въезд по пропускам.
Автомобильная дорога к селу Аргунское идёт на юго-запад от села Черняево.
Расстояние до районного центра посёлка Переяславка (через сёла Черняево, Киинск, Могилёвку и Гродеково) около 40 км.

## История
Основано забайкальскими казаками-переселенцами в 1895 году как казачий посёлок Аргунский, вошедший в состав Казакевичевского станичного округа Уссурийского казачьего войска.

## Население
| 2002 | 2010 | 2011 | 2012 | 2021 |
| ---- | ---- | ---- | ---- | ---- |
| 22   | ↘4   | →4   | ↘3   | ↗10  |

## Улицы
В деревне имеется одна улица — Центральная.

## Экономика
Жители занимаются сельским хозяйством.